# Lower Plenty
Lower Plenty är en del av en befolkad plats i Australien. Den ligger i kommunen Banyule och delstaten Victoria, omkring 16 kilometer nordost om delstatshuvudstaden Melbourne. Antalet invånare är 3 782.
Runt Lower Plenty är det mycket tätbefolkat, med 1 819 invånare per kvadratkilometer.. Närmaste större samhälle är Melbourne, omkring 16 kilometer sydväst om Lower Plenty. 
Runt Lower Plenty är det i huvudsak tätbebyggt. Genomsnittlig årsnederbörd är 1 244 millimeter. Den regnigaste månaden är juli, med i genomsnitt 140 mm nederbörd, och den torraste är januari, med 49 mm nederbörd.